# Lisbeth Exner

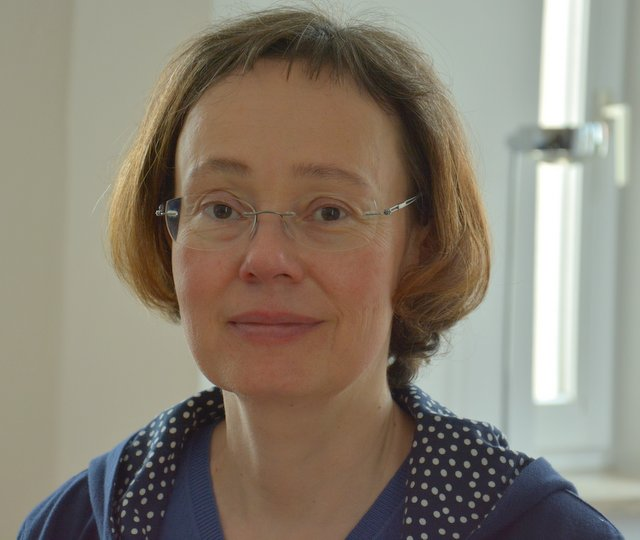
Lisbeth Exner (2014)

Lisbeth Exner (* 12. Juli 1964 in Wien) ist eine österreichische Autorin, Publizistin und Germanistin.

## Leben
Während des Studiums der Germanistik arbeitete Lisbeth Exner als wissenschaftliche Mitarbeiterin der Dokumentationsstelle für neuere österreichische Literatur im Literaturhaus Wien. Außerdem war sie als freie Mitarbeiterin für die Literaturredaktion von Radio Wien (ORF) tätig. Sie promovierte 1995 an der Geisteswissenschaftlichen Fakultät der Universität Wien mit einer Monographie über den Philosophen und Autor Salomo Friedlaender / Mynona. Seitdem ist Lisbeth Exner als freie Autorin tätig. Sie verfasste für Rundfunkanstalten zahlreiche Sendungen zu kulturellen Themen und veröffentlicht Beiträge in wissenschaftlichen und literarischen Publikationen, in Ausstellungskatalogen und Lexika. Sie ist Herausgeberin von Briefeditionen und Autorin mehrerer Monographien, unter anderem über Grete Weil. Lisbeth Exners erster Roman erschien 2022 mit einem Vorwort von Elfriede Jelinek.

## Werke

### Als Autorin
- Fasching als Logik. Über Salomo Friedlaender / Mynona. Belleville Verlag, München 1996, ISBN 3-923646-35-6.[1][2]
- Land meiner Mörder, Land meiner Sprache. Die Schriftstellerin Grete Weil. A1 Verlag, München 1998, ISBN 3-927743-34-8.[3]
- Leopold von Sacher-Masoch. Rowohlt, Reinbek bei Hamburg 2003, ISBN 3499-50652-1.[4]
- Elisabeth von Österreich-Ungarn. Rowohlt, Reinbek bei Hamburg 2004, ISBN 3-499-50638-6.
- Verborgene Chronik 1914. (Mit Herbert Kapfer). Galiani Verlag, Berlin 2014, ISBN 978-3-86971-086-0.[5]
- Verborgene Chronik 1915–1918. (Mit Herbert Kapfer). Galiani Verlag, Berlin 2017, ISBN 978-3-86971-090-7.[6]
- Realitätenhandlung. Neunundvierzig Minuten. Roman. Elster & Salis, Wien 2022, ISBN 978-3-03930-037-2.[7]

### Als Herausgeberin
- Weltdada Huelsenbeck. Eine Biografie in Briefen und Bildern. (Mit Herbert Kapfer). Haymon Verlag, Innsbruck 1996, ISBN 3-85218-211-5.[8]
- Richard Huelsenbeck: Die Sonne von Black-Point. Roman. (Mit Herbert Kapfer). Belleville Verlag, München 1996, ISBN 3-923646-45-3.
- Pfemfert. Erinnerungen und Abrechnungen. Texte und Briefe. (Mit Herbert Kapfer). Belleville Verlag,  München 1999, ISBN 3-923646-35-6.[9]
- Carl Felix von Schlichtegroll: Sacher-Masoch. (Gemeinsam mit Michael Farin). Belleville Verlag, München 2003, ISBN 3-936298-27-0.
- Wanda von Sacher-Masoch: Lebensbeichte. (Gemeinsam mit Michael Farin). Belleville Verlag, München 2003, ISBN 3-936298-28-9.
- Richard Huelsenbeck: China frisst Menschen. Roman. (Mit Herbert Kapfer). Belleville Verlag, München, 2006, ISBN 3-923646-47-X.

### Hörbücher
- Elisabeth von Österreich. Gelesen von Wolfgang Schmidt und Conny Wolter. Deutsche Grammophon 2006, Berlin 2006, ISBN 3-8291-1754-X.
- Die Kinder der Manns. (Mit Gustav Seibt) Der Hörverlag, München 2006, ISBN 978-3-8445-1819-1.
- Verborgene Chronik 1914. (Mit Herbert Kapfer). Gelesen von Meike Droste und Wolfgang Condrus, Regie: Ulrich Gerhardt. 6 CDs. Der Hörverlag, München 2014, ISBN 978-3-8445-1571-8.
- Verborgene Chronik 1914–1918. (Mit Herbert Kapfer). Gelesen von Meike Droste, Wolfgang Condrus, Wolfram Koch, Regie: Ulrich Gerhardt. 15 CDs. Der Hörverlag, München 2017, ISBN 978-3-8445-2593-9.

### Hörfunksendungen (Auswahl)
- Philosophie im 'Größenwahn'. Der Bohemien, Denker und Satiriker Salomo Friedlaender / Mynona. SFB 1997.
- Vergittertes Fenster. Klaus Manns Novelle um den Tod König Ludwigs. BR 1997.
- Relative Realitäten. Der künstlerische Weg des Christian Schad. BR 2000.
- Empfindsame Reisen. Die Radioarbeiten des Schriftstellers Wolfgang Koeppen. BR 2002.
- Es geschah in Niederschönenfeld. Geschichte einer staatlichen Rache an Schriftstellern und Revolutionären. BR 2003.
- In der Zukunft war ich schon. Jürgen Eggebrecht, ein Leben für die Literatur. BR 2010.

## Preise und Auszeichnungen
- 2002: Förderungspreis für Literatur des Freistaats Bayern für Land meiner Mörder, Land meiner Sprache. Die Schriftstellerin Grete Weil. München 1998.[10]
- 2014: Preis der deutschen Schallplattenkritik. Jahrespreis. Für Lisbeth Exner und Herbert Kapfer. Verborgene Chronik 1914.